# Paul Royer
Paul Harold Royer (Mount Jackson, 3 september 1922 – Brookings, 21 augustus 2003) was een Amerikaans componist, muziekpedagoog en organist.

## Levensloop
Royer studeerde aan het Westminster Choir College van de Rider universiteit in Lawrenceville (New Jersey), het Cincinnati College-Conservatory of Music (CCM) in Cincinnati (Ohio) en aan de Universiteit van Indiana in Bloomington (Indiana). Aansluitend was hij docent aan het Huron College in Toronto en later professor aan de South Dakota State University in Brookings (South Dakota). 
Als componist zijn van hem vooral de werken voor harmonieorkest bekend.
Paul H. Royer overleed in 2003 op 79-jarige leeftijd.

## Composities

### Werken voor harmonieorkest
- Bunch of Bagatelles
- Fanfare Festiva
- Prairie Poem
- Rushmore Suite

### Werken voor koren
- 1989 Create in me, voor gemengd koor en dwarsfluit - tekst: Psalm 51
- 1989 Life of the world, voor gemengd koor en orgel - tekst: S. C. Lowery